# Wout van Aert
Wout van Aert (n. 15 septembrie 1994, Herentals, Flandra, Belgia) este un ciclist belgian, membru al Visma–Lease a Bike. Specializat în ciclocros, este triplu campion mondial la ciclocros în 2016, 2017 și 2018. Pe șosea, a fost campion național la contra-cronometru în 2019 și 2020. În 2020 a câștigat Strade Bianche și Milano-San Remo.

## Rezultate în Marile Tururi

### Turul Franței
6 participări
- 2019: abandon în etapa a 13-a, câștigător al etapelor a 2-a (contra cronometru pe echipe) și a 10-a
- 2020: locul 20, câștigător al etapelor a 5-a și a 7-a
- 2021: locul 19, câștigător al etapelor a 11-a, a 20-a și a 21-a
- 2022: locul 22, câștigător al etapelor a 4-a, a 8-a și a 20-a
- 2023: nu a terminat competiția
- 2024: locul 52

### Turul Spaniei
1 participare
- 2024: câștigător al etapelor a 3-a, a 7-a și a 10-a